# Entrichella esakii
Entrichella esakii is een vlinder uit de familie wespvlinders (Sesiidae), onderfamilie Tinthiinae.
Entrichella esakii is voor het eerst wetenschappelijk beschreven door Yano in 1960. De soort komt voor in het Palearctisch gebied.